# جون أرمسترونغ (ضابط)
جون أرمسترونغ (بالإنجليزية: John Armstrong Sr.) (و. 1717 – 1795 م) هو ضابط، ومهندس مدني أمريكي، ولد في مقاطعة فيرماناغ، ويحمل رتبة عسكرية فريق أول، توفي عن عمر يناهز 78 عاماً.

## الخدمة العسكرية
خدم في الجيش القاري.